# Тридчиков, Александр Анатольевич
Алекса́ндр Анато́льевич Три́дчиков (10 июля 1994, Челябинск) — российский хоккеист, нападающий.

## Карьера
Воспитанник хоккейной школы «Трактора». В сезоне 2011/12 дебютировал за «Белых Медведей» в МХЛ, с сезона 2015/16 выступает за «Челмет» в ВХЛ. Перед началом сезона 2016/17 стал капитаном команды. В КХЛ впервые сыграл 3 февраля 2017 года в матче против «Северстали». Всего в дебютном сезоне регулярного чемпионата провёл 3 матча.

## Личная жизнь
Выпускник Челябинского государственного педагогического университета.